# Martina Zadro
Martina Zadro (Zagreb, 14. rujna 1973.) hrvatsko-slovenska sopranistica, operna pjevačica i vokalna pedagoginja.

## Životopis i školovanje
Nakon završene Škole za primijenjenu umjetnost i dizajn u Zagrebu (smjer Grafika) te drugog razreda srednje Glazbene škole Vatroslav Lisinski u Zagrebu (smjer solo pjevanje, prof. Mladen Katanić) upisuje studij pjevanja na Muzičkoj akademiji u Zagrebu kod prof. Snježane Bujanović-Stanislav, gdje diplomira 1996. i magistrira 2001. godine.
Studij nastavlja na Visokoj školi za glazbu i scenske umjetnosti (njem. Hochschule fur Musik und darstellende Kunst) u Grazu (diploma Kurzstudium Lied i Oratorij 1999., prof. G. Zeller), a zatim se usavršava kod hrvatskog nacionalnog prvaka Vitomira Marofa i kontinuirano kod slovačke pedagoginje prof. Eve Blahove. Usavršavala se u New Yorku od 2004. – 2006., kod legendarne sopranistice Anne Moffo, kao njezina posljednja studentica.

## Umjetnička dostignuća
Sopranistica Martina Zadro vrlo se rano dokazala kao umjetnica cjelovite scenske osobnosti, koja je kontinuirano prisutna na međunarodnoj opernoj sceni i pridobiva pozornost publike diljem Europe, do Japana i Južne Amerike, kako na opernom tako i na koncertnom podiju. Od pobjede na Međunarodnim pjevačkim natjecanjima Lucia Popp i Antonín Dvořák 1999. godine, Martina stječe međunarodni ugled svojim čistim i ekspresivnim glasom i svojom potpuno predanom scenskom pojavom.
Posebno se profilira u operama Verdija, Mozarta i Puccinija, te ju njezine interpretacije dovode do Narodnog kazališta u Pragu (Susanna i Pamina kontinuirano 1999. – 2009.), turneja po Japanu (2001. i 2006., Bunkamura Orchard Hall u Tokiju, Nagoya / Aichi-ken Geijutsu Gekijo, Osaka / Festival Hall), Salzburškog Landestheatra (Contessa, 2005.), Teatra Campoamor u Oviedu (Mimi 2008.), engleskog opernog Festivala Longborough (Violetta, 2008.), Teatra Municipal u Santiagu (Violetta 2009.), Teatra Municipal u Limi (Mimi, 2011.), Narodog Divadla u Brnu (Violetta, 2013., 2014.) i Schlossfestspiele von Thurn und Taxis u Regensburgu (Violetta 2013., Mimi. 2015.). Interpretacija Janačkove heroine Kate Kabanove u Operi Rennes 2018. donosi joj izuzetne pohvale francuske kritike.
Kao prvakinja Opere i baleta Slovenskog narodnog gledališča u Ljubljani Martina nastupa od 2003. u brojnim glavnim ulogama (Violetta, Gilda, Donna Fiorilla, Sylva, Mimi, Micaela, Hanna, Donna Francesca, Rosalinde, Euridice, Ksenija, Carmina burana, Donna Anna, Antonia, Kata Kabanova, Luisa Miller, Nedda i Marguerite). Sudjeluje u baletnoj predstavi posvećenoj Tomažu Panduru, u izvedbi 3. Simfonije tužnih pjesama H. Goreckoga, 2017. Veliki međunarodni odjek postiže ulogama: Armgard, u ponovno otkrivenoj Offenbachovoj operi „Die Rheinnixen“, 2005. (Cankarjev dom) te kao Verdijeva Desdemona u trijumfalnom Otellu uz Josea Curu na Ljubljanskom festivalu 2016.
Debitirala je 1995. u HNK Zagreb (Barbarina), gdje je ostvarila brojne uloge (Papagena, Jelena, Giulietta, Corilla, Gilda, Micaela, Mimi, Donna Anna, Magda i Violetta), a ističe se u izvedbi opere „Crux dissimulata“ suvremenog hrvatskog skladatelja Srećka Bradića, koji ulogu Rose piše za Martinu, što joj je priskrbilo Nagradu hrvatskog glumišta za najbolje ostvarenje u operi 2009., kao jednu od nekoliko značajnih strukovnih priznanja dodijeljenih joj za umjetnička postignuća (Nagrada Milka Trnina 2009. i Nagrada Marijana Radev). Sudjeluje u projektu Europskog opernog centra u Manchesteru i Berlinu, pod vodstvom Kenta Nagana u pripremama za BBC-jev projekt animirane opere L. Janačeka: Lukava mala lisica, odabrana za ulogu Liške Bystrouške za češku verziju (snimke s Deutsches Symphonie Orchester 2001.).

### Suradnje
Veliko priznanje Martina doživljava kroz nastupe s legendarnim tenorom Joséom Carrerasom, kao dio njegove oproštajne turneje 2016. i 2018. na koncertima u Puli (arena), Grazu (Kongresna dvorana) i Ljubljani (Stožice) te u Saudijskoj Arabiji (Tantora Festival Al Ula, Maraya Hall) u siječnju 2020., uz Royal Philharmonic Concert Orchestra / Paul Bateman).
Na koncertnom podiju Martina Zadro nastupa na brojnim festivalima, poput Praškog proljeća (Berlioz: Messe solennelle / S. Baudo 2003.), festivalu Dvořákova Praha (Dvořák: Svatebni košile / A. Zanetti 2009.) i drugima. Nastupa uz Simfonijski orkestar RTV Slovenija. Kontinuirano surađuje sa Zagrebačkom filharmonijom od prvoga nastupa kao sedamnaestogodišnja učenica glazbene škole (koncert u HGZ-u pod vodstvom Pavla Dešpalja (arija Despine) 1991.) do danas u izvedbama najznačajnijih djela vokalne literature. Česta je gošća Dubrovačkog simfonijskog orkestra te Simfonijskog orkestra HRT-a.
Uz Zagrebačke soliste ostvaruje zapažene izvedbe Straussovih: Vier letzte Lieder / koncert u HAZU (2019.) i na otvorenju 67. sezone ZS u HGZ-u (2020.).
Na solističkim recitalima Martina nastupa uz klavirsku suradnju svoje sestre pijanistice Lane Bradić (Moravska jesen, Musicora, Samoborska glazbena jesen, Westfalen-Classic Festival), a njezin recital u ciklusu „Molto cantabile“ - In memoriam Sena Jurinac, uz pratnju pijanistice Martine Filjak 2013., opetovano se prikazuje u programu Hrvatske televizije.

## Pedagoško djelovanje
Od 2005. Martina se bavi pedagoškim radom. Na Muzičkoj akademiji u Zagrebu je redovita profesorica, a u razdoblju od 2019. do 2021. i pročelnica Pjevačkog odsjeka. Među njezine diplomante pripadaju mezzosopranistica Jelena Kordić i bas-bariton Marko Mimica. Voditeljica je pjevačkih seminara i članica žirija međunarodnih pjevačkih natjecanja.

## Nagrade
1991.
1. nagrada na Republičkom natjecanju natjecanju mladih učenika i studenata
2. nagrada na Državnom natjecanju mladih učenika i studenata Jugoslavije
1995.
Rektorova nagrada Sveučilišta u Zagrebu
1996.
3. Nagrada na Međunarodnom pjevačkom natjecanju “Ferruccio Tagliavini”, Deutschlandsberg (Austria)
Dekanova nagrada Sveučilišta u Zagrebu
Nagrada Marija Borčić za najboljeg studenta pjevanja
Nagrada Hrvatskog glazbenog zavoda
1997.
Diploma (2. nagrada) na Natjecanju za mlade glazbenika ”Darko Lukić”
1999.
1. nagrada na Međunarodnom natjecanju pjevača „Lucia Popp“ u Bratislavi (Slovačka)
1. nagrada na Međunarodnom  pjevačkom natjecanju „Antonín Dvořák“, Karlovy Vary (Češka)
Finalistica na Međunarodnom natjecanju „Ondina Otta“ Maribor (Slovenija)
2004.
Nagrada Marijana Radev za najbolju ulogu (Gilda) u sezoni 2004./5. HNK Zagreb
2008.
Nagrada Porin za najbolji album božićne glazbe, Svim na zemlji, božićni napjevi u obradi Tomislava Uhlika, Gudački kvartet Sebastijan, Rocco i partneri 2007.
2009.
Nagrada "Milka Trnina", za ulogu Mimi (Puccini: La Boheme) u HNK Zagreb
Nagrada hrvatskog glumišta za najbolje ostvarenje u operi 2009. (uloga Roze u praizvedbi opere Crux dissimulata, Srećka Bradića, HNK Zagreb)

## Snimke
- Arhivske snimke na RTV Slovenija (operne arije i ciklusi pjesama uz Orkestar RTV Slovenije / Lorenzo Castriota), snimke opera: M. Kogoj: Črne maske i Ch. W. Gluck: Orfej i Euridika, izvedbe SNG Opera in balet Ljubljana
- Brojne snimke na HRT-u (TV i Radio) - koncerti uz pratnju Zagrebačke filharmonije, Simfonijskog orkestra HRT-a, solistički recital In memoriam Sena Jurinac iz ciklusa Molto cantabile (2013.), koncert u HAZU (2019.) uz Zagrebačke soliste, izvedba Straussovih: Vier letzte Lieder
- Snimka koncerta s Jose Carrerasom - TV Saudijske Arabije (2020.)
- Snimka koncerta s Jose Carrerasom – Festival Castell Peralada (2022.), Španjolska TV3 i Catalunya Musica

CD
- S. Bradić: Credo uz Simfonijski orkestar i zbor HRT-a (Paolo Paroni) – live izvedba 1995. Orfej-HRT
- A. Dvořák: Rusalka, Zagrebačka filharmonija (Alexander Rahbari)  - 1997. / Koch International
- Svim na zemlji, božićni napjevi u obradi Tomislava Uhlika, Gudački kvartet Sebastijan, Rocco i partneri 2007. (Nagrada Porin 2008.)
- Zlitje stoletij, The fusion of centuries 2012., - povodom 120 godišnjice Ljubljanske opere, arhivske snimke, RTV Slo Klasika
- W. A. Mozart: Requiem, Zagrebačka filharmonija, Vladimir Kranjčević, koncert in memoriam Milan Horvat (2015.) / Croatia records

## Poveznice
- Dobitnici Porina 2008.
- Nagrada Milka Trnina
- Hrvatsko narodno kazalište u Zagrebu
- SNG Opera in balet Ljubljana

## Vanjske poveznice
- Službene stranice Martine Zadro
- Miura Management, međunarodna agencija za suradnju
- Popis izvedbi na stranicama operabase.com